# Tobias Fredberg
Tobias Fredberg, född 27 maj 1974, är en svensk ekonom. Fredberg är biträdande professor vid Chalmers tekniska högskola~. Hans forskningsområde är strategi och förnyelse i stora organisationer.
Fredberg är från början journalist (Journalisthögskolan i Göteborg) och civilekonom (Handelshögskolan i Göteborg) och disputerade 2003 vid Chalmers med avhandlingen Interface Strategies: Internet and the Business of Large Swedish Daily Newspapers  där han också blev docent 2009. Han har därefter varit aktiv vid Chalmers, post-doc vid Technische Universität München och gästforskare vid Harvard Business School.
Tobias Fredberg är fellow i det tyska forskningscentret drivet av Peter Pribilla Stiftung , i the Center for Higher Ambition Leadership , och TruePoint Center  samt executive director för the Center for Higher Ambition Leadership Europe. Han är sedan 2014 krönikör i Göteborgs-Posten.